# Zwammerdam
Zwammerdam es una aldea del municipio neerlandés de Alphen aan den Rijn en la provincia de Holanda Meridional. Hasta 1964 fue un municipio independiente. En 2010 contaba con 1930 habitantes.
La localidad se alza en las proximidades de una antigua fortaleza romana, llamada Nigrum Pullum, sobre la confluencia de los ríos Meije y Rin, que ha dejado algunos restos arqueológicos, destacando los restos de barcazas fluviales localizados en las excavaciones del antiguo asentamiento militar y su muelle realizadas a partir de 1971.
En 1672, en las primeras frases de la guerra de Holanda, la población fue saqueada y su población masacrada por las tropas francesas del mariscal de Luxemburgo, que se habían visto obligadas a levantar el asedio de La Haya. A raíz de tales sucesos Abraham de Wicquefort redactó su Advis fidelle aux veritables Hollandois: touchant ce qui s'est passé dans le Villages de Bodegrave & Zwammerdam, ilustrado con grabados de Romeyn de Hooghe, advirtiendo a los holandeses de las atrocidades cometidas por el ejército invasor de Luis XIV, presentado como un rey belicoso que es preciso neutralizar para que pueda haber paz.